# Эвека I
Эвека I (около 1185 — 1235) — первый оба (правитель) средневекового бенинского государства Иле-Ибину (Бенин), правивший приблизительно с 1200 по 1235 годы (по другим данным, около 1300—1340 годов).

## Происхождение
Согласно бенинской устной исторической традиции (записанной в XIX—XX веках), первый оба государства бини был бини лишь по материнской линии, по отцу же он был йоруба. По официальной бенинской версии событий, верховные бенинские вожди (члены эдионэвбо — совета старейшин, в полномочия которого входило избрание верховного правителя), организовавшие свержение последнего бенинского огисо Оводо, упразднившие монархическую форму правления и избравшие управлять делами государства Эвиана, были недовольны стремлением Огиамвена, сына Эвиана, узурпировать власть после смерти отца. Вожди эдионэвбо направили посланцев к они (правителю) йорубского города-государства Ифе с просьбой прислать в Бенин одного из сыновей для основания новой династии. После долгих раздумий они удовлетворил их просьбу и направил в страну бини своего сына Оранмияна в сопровождении йорубской свиты. Победив сторонников Огиамвена из народности эфа, Оранмиян воцарился в Игодомигодо (первоначальное название государства бини). В целях безопасности он был вынужден возвести свой дворец в той части города, где проживали вожди эдионэвбо. Заняв престол, Оранмиян дал своей новой стране новое название — Иле-Ибину («Земля Неприятностей»). В качестве одной из жён Оранмиян взял бинийку Эринмвинде, дочь оногие (вождя) селения Эгор, как считается, основанного ещё огисо Эре. Около 1185 года она родила ему сына, который был отдан на воспитание выходцам из Ифе, в результате чего говорить мальчик начал по-йорубски. Свое первое слово «owomika» («Я преуспел») он произнёс, победив в игре. На языке бини это слово приобрело искажённую форму «eweka» («эвека») и вскоре стало прозвищем мальчика.

## Правление

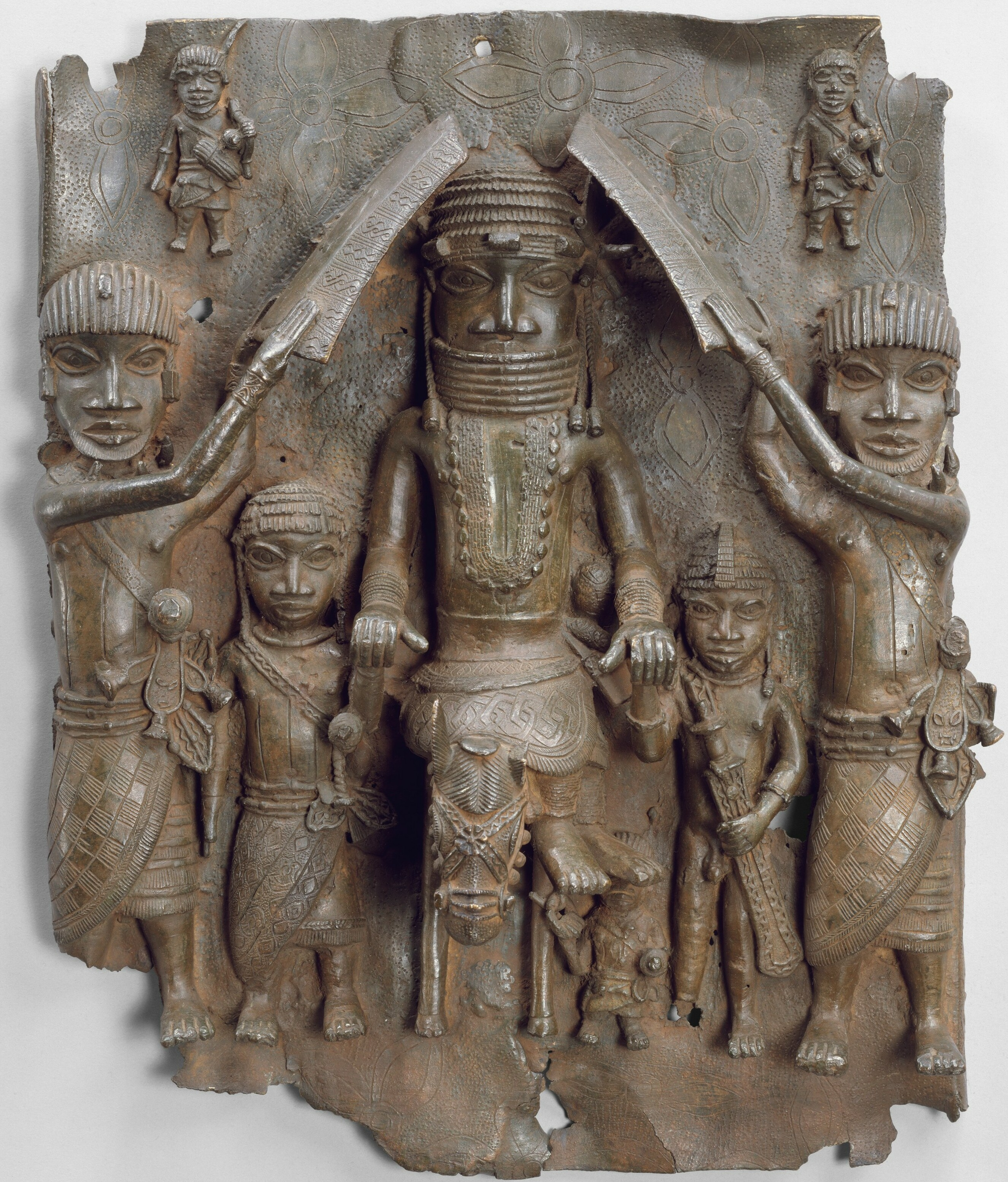
Оба Бенина. Бенинская бронза, XVI—XVII век. Метрополитен-музей

Согласно устной традиции, Оранмиян не говорил на языке бини, не понимал их обычаев и тяготился опекой могущественных вождей эдионэвбо. Он решил вернуться в Ифе и занять там опустевший престол они. Свой добровольный уход он объяснил тем, что на «Земле Неприятностей» «только ребёнок, рождённый, воспитанный и обученный в духе искусств и тайн страны, мог править народом», а поскольку его сын родился в Бенине, именно его он оставил править «Землёй Неприятностей». Около 1200 года пятнадцатилетний сын Оранмияна был возведён на престол как первый оба Иле-Ибину под именем Эвека во дворце, покинутом его отцом. К церемонии коронации сына Оранмиян прислал из Ифе атрибуты и символы власти правителя новой династии, а также назначил регентский совет для управления государством до его совершеннолетия. Современные бенинские хронисты (Джекоб У. Эгхаревба и другие), как и английский исследователь Р. Х. Палмер, датируют воцарение первого обы около 1200 года. В то же время британский исследователь Перси А. Тэлбот, записывавший устную традицию бини в 1920-е годы, вёл отсчёт правления династии оба от 1300 года. Среди учёных тоже нет согласия по этому вопросу — разные исследователи датируют приход к власти Эвеки I периодами от начала XII до конца XIV века, некоторые из них принимают традиционную бенинскую датировку.
Будучи несовершеннолетним, оба Эвека находился под опекой вождей эдионэвбо и многочисленных регентов, которые сразу же начали враждовать друг с другом в борьбе за влияние на молодого монарха. Со временем Эвека смог избавиться от регентской опеки и занялся институциализацией совета «вождей-выборщиков» (эдионэвбо), по инициативе и во имя сохранения власти которых и была основана «Вторая династия» Бенина. Эвека переименовал эдионэвбо в узама н’ихинрон, изменил распределение обязанностей в этом органе и его состав: вместо эзомо (военный вождь города Бенин) главой совета стал олиха (верховный жрец единого культа предков всех «вождей-выборщиков»), который с тех пор возглавлял церемонию коронации обы, эзомо же сохранил за собой функции военачальника, кроме того, Эвека ввёл в состав совета шестого члена, носившего титул олотон (блюститель одного из важнейших всебенинских алтарей), — им стал один из приближенных Оранмияна, пришедший с ним из Ифе. Эвека объявил титулы членов узама н’ихинрон наследственными — отныне оба не мог лишить права на обладание соответствующим титулом ту семью, которой он изначально принадлежал. Таким образом, Эвека включил в новую политическую систему часть титулов, созданных при «Первой династии», и титулы ифцев, оставшихся в Бенине после ухода Оранмияна. Первый оба учредил и несколько новых титулов: помимо олотона, это были ибойанъян (придворный конюх), обо-Оронмила (жрец культа йорубского божества прорицания) и некоторые другие.
Однако реформа совета «вождей-выборщиков» не обеспечила Эвеке I достижения его главной цели, а именно обретения монархом полной независимости от этого института в вопросах управления государством. Попытка «откупиться» от узама н’ихинрон некоторой долей власти лишь породила синдром особого компромисса с высокопоставленными городскими вождями, который в историографии получил название «синдром Эвеки I» и определил всю дальнейшую стратегию и тактику борьбы обы Бенина с этим влиятельным сословием, претендовавшим на ведущую роль в политической системе Бенина. Суть этой политики обы заключалась в том, чтобы во время чрезмерного усиления созданной ранее категории титулованных вождей учредить и противопоставить ей новую группу, набранную из вождей менее знатных кланов, лично обязанных своим возвышением правителю Бенина. Когда же и эта новая категория вождей, оттеснив от власти предыдущую, начинала с точки зрения обы слишком усиливаться, та же стратегия применялась вновь. В результате, с каждым новым витком политическая система Бенина пополнялась всё новыми и новыми категориями влиятельных титулованных вождей, каждая из которых не только не возвращала монархам Бенина отобранную у предшествующей категории власть, но и норовила присвоить часть оставшихся властных полномочий самих монархов. К концу XVI века даже представители самых незнатных городских родов были вовлечёнными в систему центральных органов государственного управления, а оба лишился остатков фактической власти в стране, включая возможность действительного командования своими войсками.
Помимо этого, Эвека ввёл практику пожалования своим приближённым и родственникам (прежде всего младшим сыновьям) деревень или групп деревень, не входивших в состав какого-либо вождества. Они получали титул оногие (вождь) дарованной деревни или группы деревень и соответствующие полномочия вассальных правителей. Устная историческая традиция объясняет эту политику желанием Эвеки хотя бы частично удовлетворить амбиции своих многочисленных сыновей, чтобы прекратить постоянные конфликты между ними. Сама же подобная практика свидетельствует о значительном усилении верховной власти обы, поскольку во времена менее влиятельной «Первой династии» передача деревень во владение наследственным вождям, назначенным из центра, не практиковалась. Наконец, Эвека учредил новый праздник, посвящённый его легендарному деду Одудуве — угие одудува.
В годы правления Эвеки I размеры Бенинского царства, вероятно, несколько увеличились — биниязычное население начало заселять область Кукуруку к северу от Бенина, а также был совершён военный поход в принигерский район Эка, населённый западными игбо.

## Наследники
Согласно устной исторической традиции, Эвека I правил тридцать пять лет (то есть условно до 1235 года). После смерти Эвеки началась борьба за престол между его сыновьями Увакхуахеном и Омородионом. Победу одержал Увакхуахен, который и стал преемником Эвеки, а Омородион был вынужден бежать вместе со своими сторонниками на север, в земли народа ивбиосакон, где основал поселение Увокха. После восьмилетнего правления Увакхуахена его сменил на престоле другой сын Эвеки I, Эхенмихен (около 1243—1255 гг.). Сыновья Эвеки, как и он сам, правили, жили и умерли во дворце, возведённом Оранмияном в городском районе Бенина, где исстари проживали вожди-выборщики узама н’ихинрон. Придворный бенинский хронист Джекоб У. Эгхаревба, занимавшийся фиксацией, интерпретацией и популяризацией устной исторической традиции бини, отмечал, что «вожди имели большое влияние во время этих правлений». Историческая память бини не сохранила практически никаких сведений об их правлении. Единственный сын и наследник Эхенмихена, Эведо (около 1255—1280 гг.), стремясь ослабить влияние узама н’ихинрон на себя и своих преемников, едва вступив на престол, перенёс свою резиденцию в другую часть города, где начал строительство нового дворца, используемого обами до наших дней.